# 御井屋蒼大
御井屋 蒼大（みいや そうだい、1978年 - ）は、日本の投資家、実業家、講演家、著者である。埼玉県出身。HITO株式会社の代表取締役、不動産投資サークル「ふどうさんぽ」の主宰など。

## 来歴
九州大学大学院数理学府数理学専攻修了後、大手損害保険会社を経て、大手経営コンサルティングファームに所属。
会社勤務の傍ら、2010年に不動産投資を開始し、最初に賃貸併用住宅を取得する。その後、マンション・アパート・戸建など様々な種類の不動産を取得し、不動産賃貸業において多様性と規模の拡充を行う。自身の不動産投資の経験やノウハウなどをまとめ、不動産投資の書籍を執筆。不動産投資の書籍を複数冊出版している。その後、コンサルティングファームを退職し、独立。独立後の現在は、実業家、投資家、講演家、著者など多方面の分野にて活動している。また、不動産投資の開始とともに設立した不動産投資サークル「ふどうさんぽ」は現在も活動を続けている。

## 著書
- 『300万円を2年で3億円にしたｻﾗﾘｰﾏﾝのﾄﾞｷﾄﾞｷ不動産投資録』（著者）　SBクリエイティブ　2013年 ISBN 978-4-7973-7516-9
- 『借金ｾﾞﾛで始める｢都市部一戸建て｣投資法』（著者）　日本実業出版社　2014年 ISBN 978-4-534-05156-1
- 『300万円を2年で3億円にしたｻﾗﾘｰﾏﾝのﾄﾞｷﾄﾞｷ不動産投資録 ﾄﾗﾌﾞﾙ&お悩み解決編』（著者）　SBクリエイティブ　2014年 ISBN 978-4-7973-7731-6
- 『家賃も住宅ﾛｰﾝも払わずに家に住む7つの方法』（著者）自由国民社 2015年 ISBN 978-4-426-11969-0
- 『失敗事例に学ぶ! ｢不動産投資｣成功の教科書』（監修）　日本実業出版社　2015年 ISBN 978-4-534-05344-2
- 『自宅と収益物件を無料(ﾀﾀﾞ)で手に入れられる｢ｻﾗﾘｰﾏﾝのための賃貸ﾏｲﾎｰﾑ投資法｣』（著者）　ごきげんビジネス出版 2017年